# Val-de-Vie
Val-de-Vie es una comuna nueva francesa situada en el departamento de Calvados, de la región de Normandía.

## Historia
Fue creada el 1 de enero de 2016, en aplicación de una resolución del prefecto de Calvados de 22 de diciembre de 2015 con la unión de las comunas de La Brévière, La Chapelle-Haute-Grue, Sainte-Foy-de-Montgommery y Saint-Germain-de-Montgommery, pasando a estar el ayuntamiento en la antigua comuna de Sainte-Foy-de-Montgommery.

## Demografía
| Gráfica de evolución demográfica de Val-de-Vie entre 1800 y 2013 |
|                                                                  |

Los datos entre 1800 y 2013 son el resultado de sumar los parciales de las cuatro comunas que forman la nueva comuna de Val-de-Vie, cuyos datos se han cogido de 1800 a 1999, para las comunas de La Brévière, La Chapelle-Haute-Grue, Sainte-Foy-de-Montgommery y Saint-Germain-de-Montgommery de la página francesa EHESS/Cassini. Los demás datos se han cogido de la página del INSEE.

## Composición
| Comuna delegada              | Código INSEE | Población (2013) | Superficie (km²) | Densidad (hab./km²) |
| ---------------------------- | ------------ | ---------------- | ---------------- | ------------------- |
| La Brévière                  | 14105        | 119              | 3.53             | 34                  |
| La Chapelle-Haute-Grue       | 14153        | 73               | 2.92             | 25                  |
| Sainte-Foy-de-Montgommery    | 14576        | 187              | 4.59             | 41                  |
| Saint-Germain-de-Montgommery | 14583        | 158              | 8.13             | 19                  |